# 同じ遺伝子の3人の他人
『同じ遺伝子の3人の他人』（おなじいでんしのさんにんのたにん、英: Three Identical Strangers、別邦題『まったく同じ3人の他人』）は、ティム・ウォードル監督による2018年のアメリカ合衆国のドキュメンタリー映画である。生後6ヶ月で別々の家族のもとへ養子に出され、自分に兄弟がいることを知らないまま育った3つ子のアメリカ人に焦点が当てられる。彼らの分離は遺伝的に同一の人物が異なる状況下で育つ家庭を追跡する、「生まれか育ちか」の双生児研究の一環として行われた。ドキュメンタリーはアーカイヴ映像、再現した場面、現在の彼らのインタビューを交え、3人が19歳の時にどのようにしてお互いを発見し、分離された状況を理解したのかが描かれる。
2018年1月にサンダンス映画祭でプレミア上映され、米国ドキュメンタリー審査員特別賞（ストリーテリング）を受賞した。
日本では2018年、第31回東京国際映画祭で公開された後、動画が配信されている。

## 背景
1961年7月12日、アメリカのあるシングルマザーのもとに3つ子が生まれた。女性は4つ子を身ごもっていたが、出産時に1人だけが死亡した。3人はユダヤ系の養子縁組機関と精神科医のヴィオラ・W・バーナードとピーター・B・ヌーバウアーの指示により意図的にそれぞれ異なる経済レベルの家庭（ブルーカラー・中流層・富裕層）の養子となった。3兄弟はそれぞれデヴィッド・ケルマン、エドワード・ガーランド、ボビー・シャフランとして養父母に育てられた。3人は1980年に大学のコネクションを通じてお互いを発見して再会を喜んだものの、うつ病に苦しむこととなり、最終的にガーランドは1995年に自殺した。

## 評価
レビュー・アグリゲーターのRotten Tomatoesでは140件のレビューで支持率は96%、平均は8.2/10となった。Metacriticでは28件のレビューに基づいて加重平均値は81/100となった。

## 関連作品
ヌーバウアーの双子実験は映画にも出演したジャーナリストのローレンス・ライトにより1995年の『ザ・ニューヨーカー』の記事で初めて発表された。同様に未完成の双子研究を扱った作品にエリーズ・シャインとポーラ・バーンスタインによる2007年の回想録『 Identical Strangers』と2017年のドキュメンタリー『The Twinning Reaction』がある。